# Ахметов, Муссаби Хапитович
Муссаби Хапитович Ахметов — советский хозяйственный, государственный и политический деятель, Герой Социалистического Труда.

## Биография
Родился 20 сентября 1922 года в селе Кенже Нальчикского округа. Член ВКП(б) с 1949 года.
Участник Великой Отечественной войны. С 1946 года — на хозяйственной, общественной и политической работе. В 1947—1974 гг. — инструктор, заведующий отделом Кабардино-Балкарского обкома КПСС, первый секретарь Чегемского, Баксанского райкомов КПСС, секретарь Урванского производственного управления, первый секретарь Урванского райкома КПСС, председатель республиканского объединения «Сельхозтехника» Кабардино-Балкарской АССР.
Указом Президиума Верховного Совета СССР от 23 июня 1966 года присвоено звание Героя Социалистического Труда с вручением ордена Ленина и золотой медали «Серп и Молот».
Избирался депутатом Верховного Совета СССР 5-го созыва.
Умер в 1983 году.